# Fyns Boldspil-Union
Fyns Boldspil-Union (FBU) er en lokalunion for fodboldklubber på Fyn, som blev stiftet den 10. juli 1904. FBUs administration har adresse i Odense og er medlem af Foreningen af Lokalunioner i Danmark (FLU) under Dansk Boldspil-Union (DBU) og derigennem Danmarks Idræts-Forbund (DIF). Klubber beliggende på Fyn og de omkringliggende øer kan optages som medlem af FBU.

## FBU medlemsklubber
Udvalgte FBU medlemsklubber og deres seniorholds placeringer (herre og kvinder) i divisionerne og andre rækker administreret af Dansk Boldspil-Union. Resten af medlemmerne spiller i rækker administreret af FBU:
| - Superligaen - Odense BK - 2. division - Middelfart G&BK | - 3. division - Næsby BK - SfB-Oure FA - Danmarksserien, Pulje 3 - Boldklubben Marienlyst - OKS - B1909 - Tarup-Paarup IF - B1913 - Dalum IF - Fjordager IF | - Kvinde-1. division - B 1913 - Odense Q - Kvinde-2. division, Pulje 1 - Dalum/Næsby - (Overbygning mellem Næsby BK og Dalum IF) |

## Ekstern henvisning
- Fyns Boldspil-Unions officielle hjemmeside Arkiveret 24. september 2010 hos  Wayback Machine

| Fodbold | Spire Denne artikel om en fodboldorganisation er en spire som bør udbygges. Du er velkommen til at hjælpe Wikipedia ved at udvide den. |